# Sophronica chinensis
Sophronica chinensis là một loài bọ cánh cứng trong họ Cerambycidae.